# NGC 3258A
NGC 3258A је спирална галаксија у сазвежђу Шмрк (Пумпа) која се налази на NGC листи објеката дубоког неба.
Деклинација објекта је - 35° 27' 17" а ректасцензија 10h 28m 19,1s. Привидна величина (магнитуда) објекта NGC 3258 износи 13,6 а фотографска магнитуда 14,5. NGC 3258A је још познат и под ознакама ESO 375-32, MCG -6-23-30, PGC 30815.